# Théâtre municipal de Tunis
Résidence
Le Théâtre municipal de Tunis (arabe : المسرح البلدي بتونس) est le principal théâtre de Tunis (Tunisie) et le plus célèbre des théâtres de la Tunisie moderne.
Construit dans le style Art nouveau sur l'avenue Jules-Ferry (actuelle avenue Habib-Bourguiba), il est inauguré le 20 novembre 1902. Il est alors appelé Casino municipal de Tunis.

## Historique
L'édifice, appelé familièrement « bonbonnière » au vu de sa forme, est conçu par l'architecte Jean-Émile Resplandy, auteur de nombreux autres bâtiments de Tunis et architecte de la famille beylicale. Le haut-relief de la façade, représentant Apollon entouré des muses de la Poésie et du Drame est l'œuvre du sculpteur français Jean-Baptiste Belloc. La construction est financée par la municipalité de Tunis.
La première version du théâtre, dont la capacité d'accueil ne dépasse pas 856 places, est démolie en 1909. Le théâtre est transformé et agrandi pour accueillir 1 350 sièges sur quatre niveaux (orchestre, balcon, mezzanine et galerie). La nouvelle salle, dont seule la façade extérieure est laissée intacte, est conçue par l'architecte Lucien Woog et inaugurée à nouveau le 4 janvier 1911. Une rénovation totale du théâtre est effectuée en 2001 en vue de son centenaire.

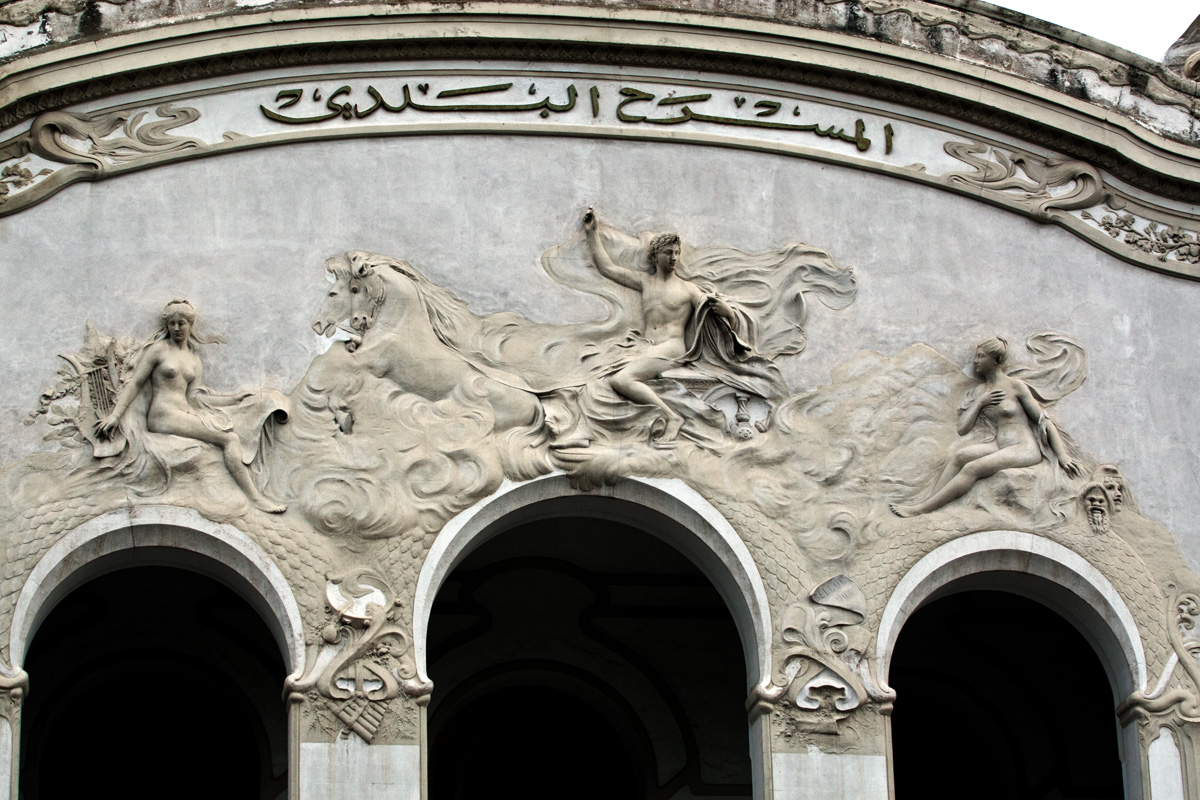
Jean-Baptiste Belloc, Apollon entouré des muses de la Poésie et du Drame, bas-relief de la façade.
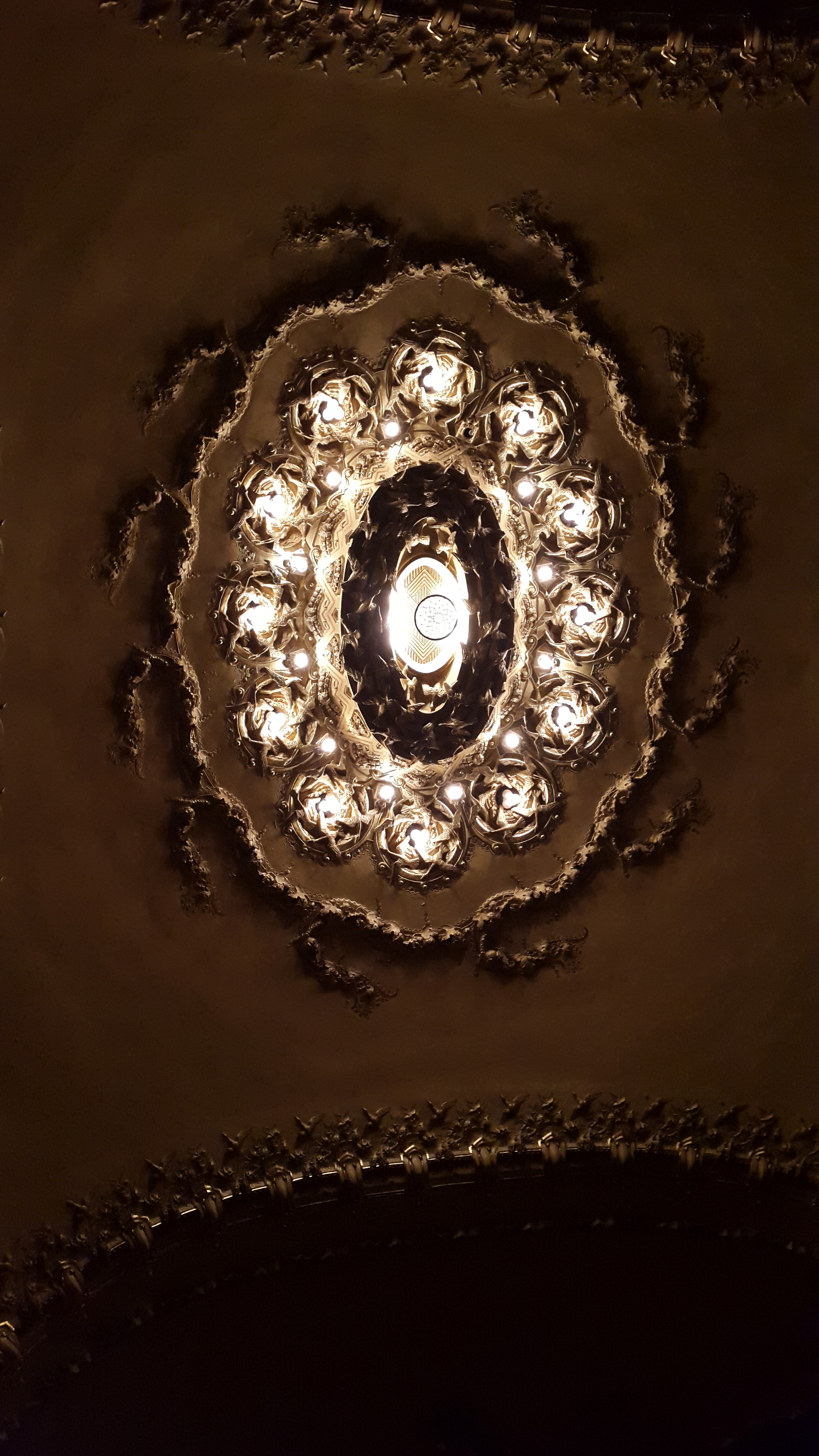
Rosace du plafond de la salle.

En plus d'un siècle, le Théâtre municipal de Tunis a accueilli sur ses planches les plus grands noms de la scène tunisienne et internationale : Sarah Bernhardt, Salama Hegazi, Gérard Philipe, Jean Marais, Aly Ben Ayed et bien d'autres. Le 27 mars 1970, le chanteur Ali Riahi succombe à une crise cardiaque sur la scène du théâtre.

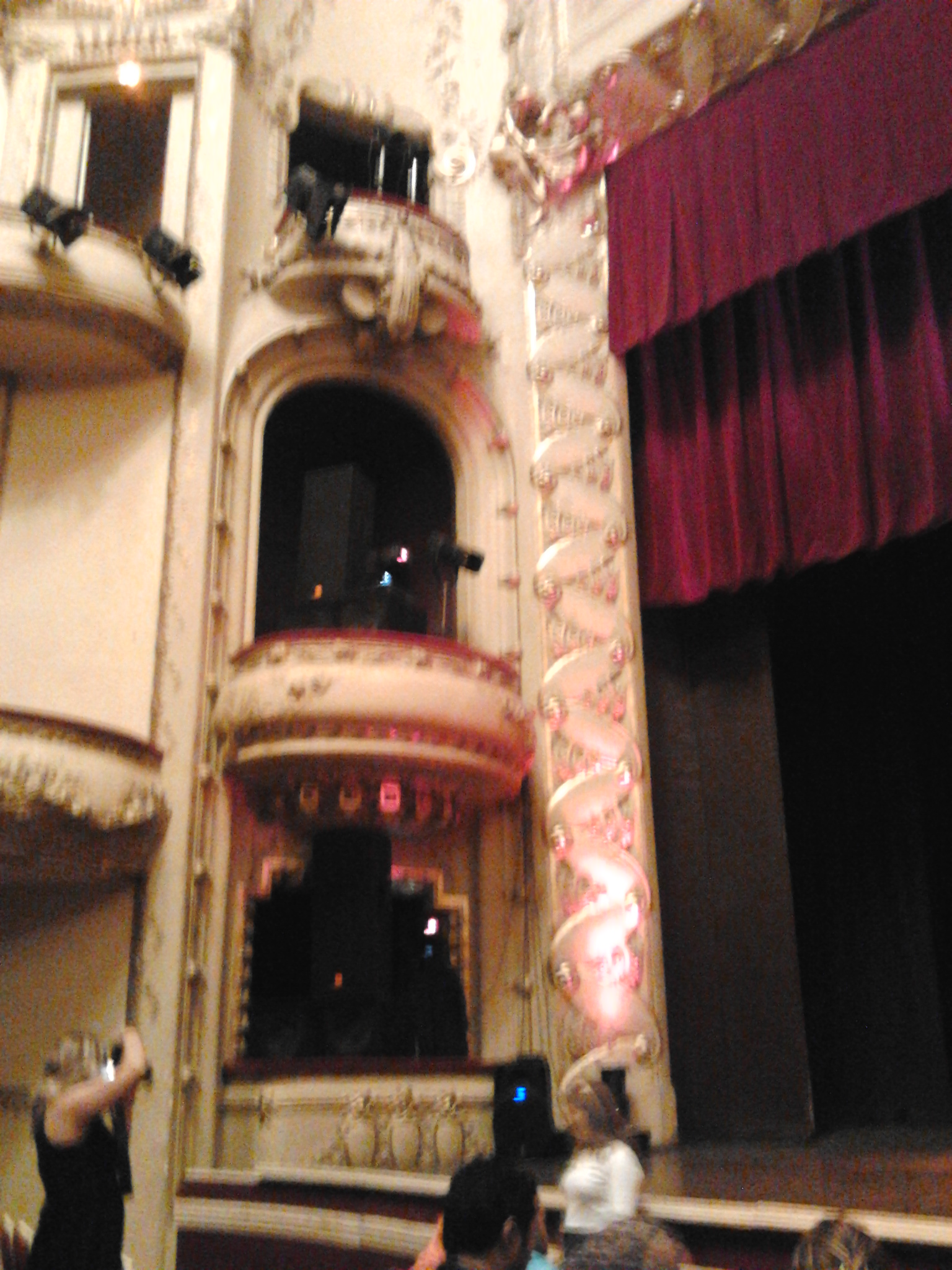
Balcons.
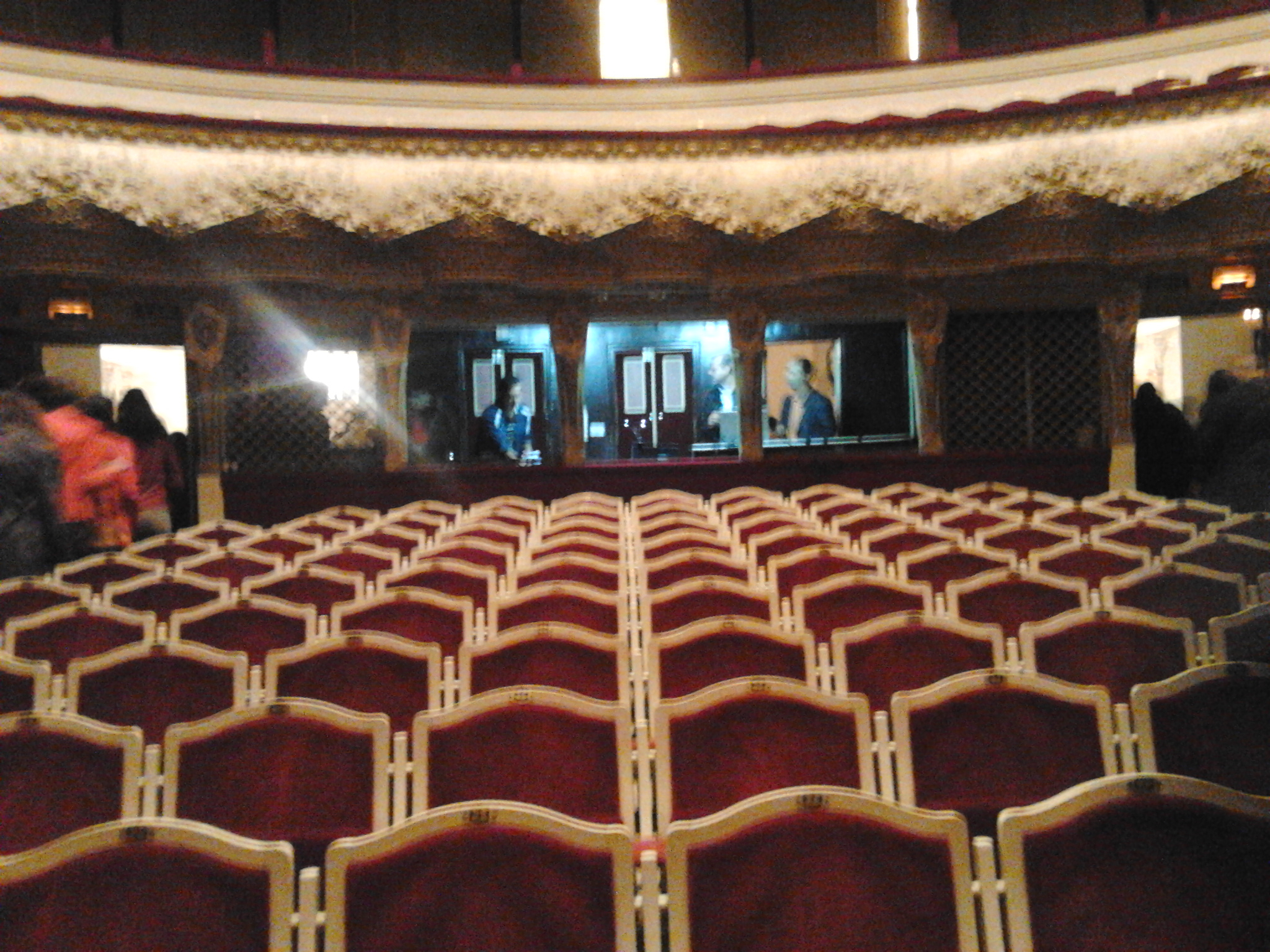
Vue de la salle.
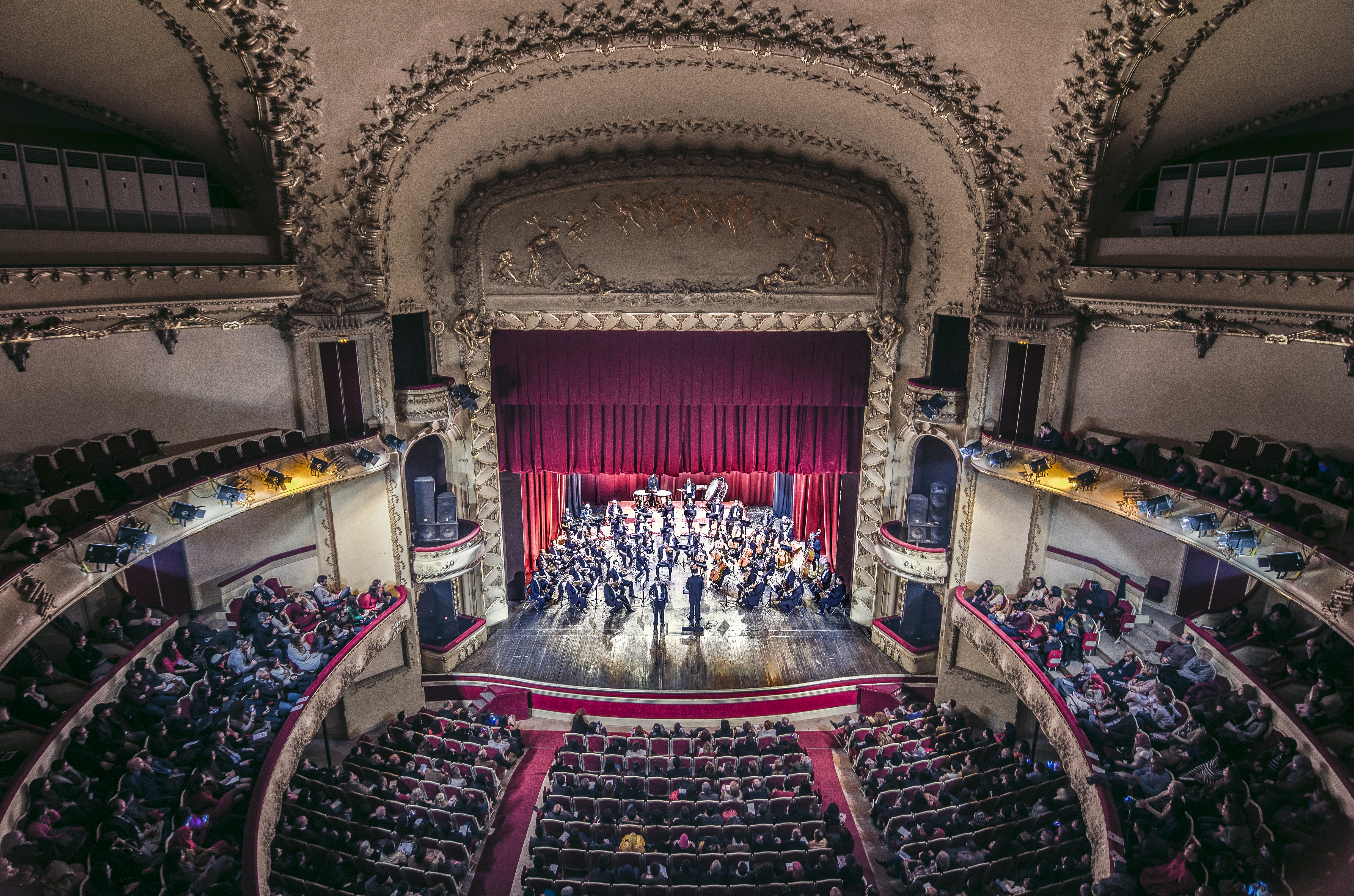
Vue de la scène.
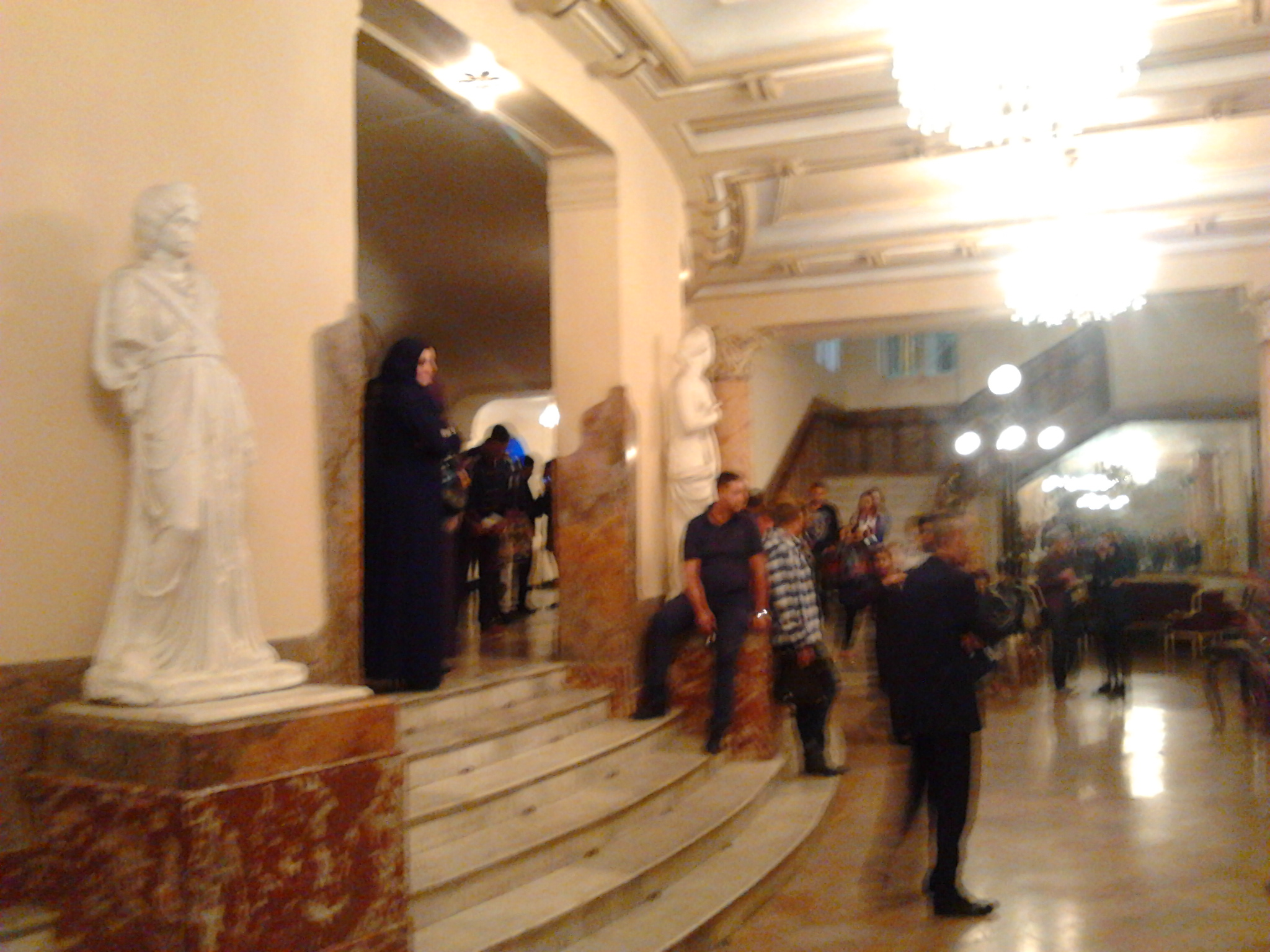
Hall d'entrée.